# Representação Nacional Temporária
A Representação Nacional Temporária (em servo-croata: Privremeno narodno predstavništvo, PNP), também a Legislação Nacional Provisória  e o Parlamento Nacional Provisório  foi o primeiro órgão legislativo estabelecido no Reino dos Sérvios, Croatas e Eslovenos. Foi criado por decreto do Príncipe Regente Alexandre em 24 de fevereiro de 1919 e convocado em 1º de março. Seus 294 membros foram nomeados por várias assembleias ou comissões provinciais e regionais. O principal produto do seu trabalho foi a lei que regulamenta a eleição da Assembleia Constituinte. O trabalho do órgão cessou após a eleição realizada em 28 de novembro de 1920.
Os assentos na Representação Nacional Temporária foram distribuídos por província e depois atribuídos a vários partidos políticos dependendo de sua representação em órgãos legislativos provinciais e regionais antes do estabelecimento do Reino dos Sérvios, Croatas e Eslovenos . O maior número de assentos foi atribuído ao Partido Democrata e ao Partido Radical do Povo. O maior partido político tradicionalmente esloveno no parlamento interino foi o Partido Popular Esloveno. O maior partido político croata na Representação Nacional Temporária foi a União Croata.
A Representação Nacional Temporária foi criada principalmente para preparar a eleição da Assembleia Constituinte de acordo com a Declaração de Corfu de 1917 do governo do Reino da Sérvia e do Comitê Iugoslavo sobre a criação de um estado comum dos eslavos do sul após a Primeira Guerra Mundial. Enquanto a Assembleia Constituinte deveria determinar a constituição do novo país, o trabalho da Representação Nacional Temporária foi afetado pela luta política daqueles que eram a favor e contra níveis mais altos de centralização administrativa estatal. Os proponentes de uma maior centralização usaram com sucesso o período de trabalho do parlamento interino para obter uma vantagem sobre outros projetos para a constituição do país.

## Antecedentes

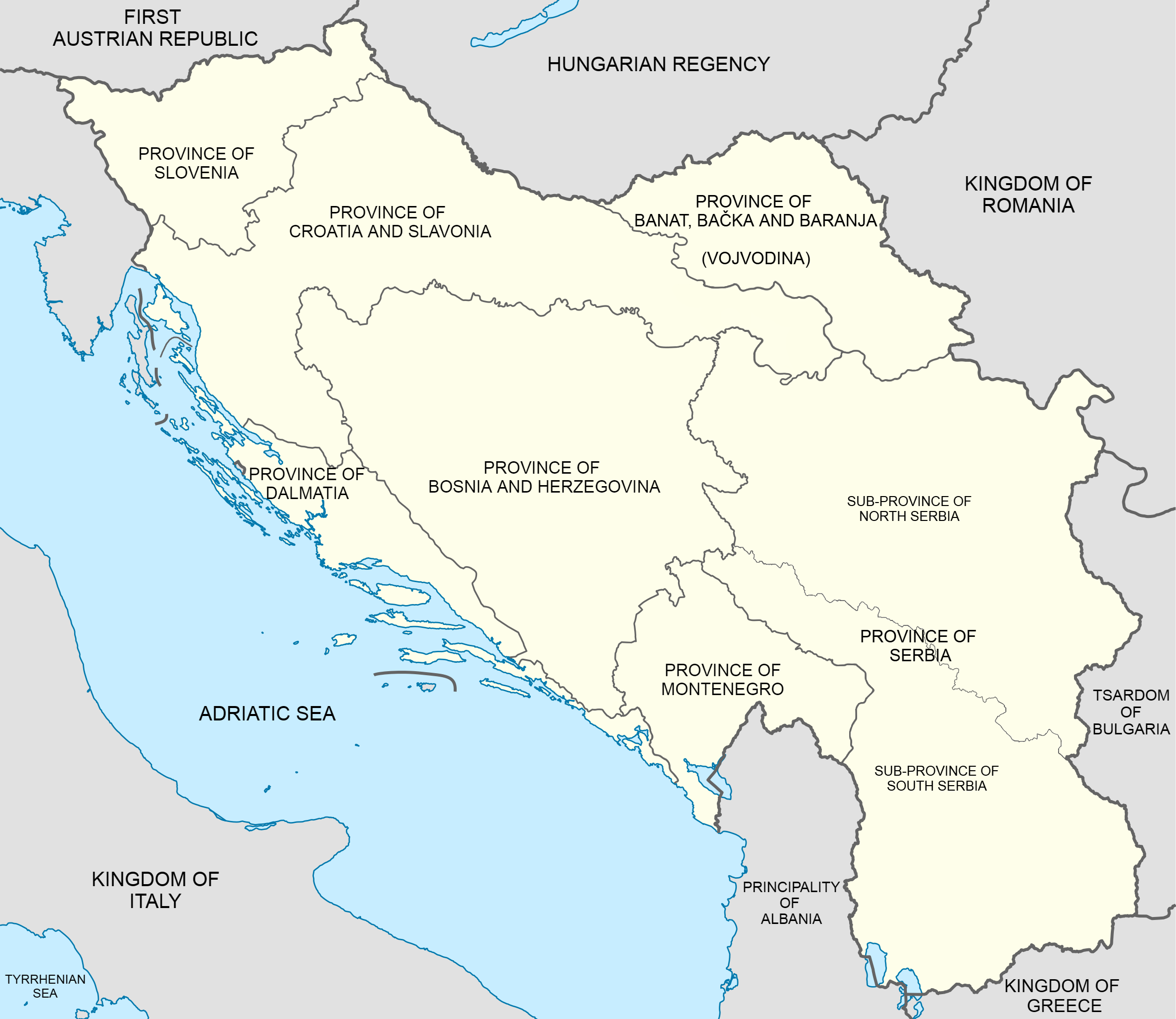
Províncias do Reino dos Sérvios, Croatas e Eslovenos em 1918–1922

Em 1 de dezembro de 1918, o príncipe regente Alexandre proclamou o Reino dos Sérvios, Croatas e Eslovenos. O país foi criado como um estado comum dos eslavos do sul. Foi o resultado da unificação do Reino da Sérvia (que anteriormente havia anexado o Reino de Montenegro e os territórios de Banato, Bačka e Barânia, chamados conjuntamente de Voivodina) com o breve Estado dos Eslovenos, Croatas e Sérvios. Este último foi estabelecido nas partes eslavas do sul da antiga Áustria-Hungria durante a dissolução da Áustria-Hungria nos últimos dias da Primeira Guerra Mundial. Na sua proclamação, o regente Alexandre prometeu um parlamento provisório que seria criado por acordo do Conselho Nacional dos Eslovenos, Croatas e Sérvios como órgão governante nas antigas terras austro-húngaras e representantes da Sérvia.  O estabelecimento de um parlamento provisório também foi previsto pela Declaração de Corfu de 1917 do Reino da Sérvia e do Comitê Jugoslavo, anunciando a sua intenção de estabelecer um estado comum dos eslavos do sul após a eventual derrota da Áustria-Hungria na Primeira Guerra Mundial. 
O primeiro governo do reino foi nomeado somente pelo regente Alexandre. Os principais partidos políticos iniciaram negociações de governo em 11 de dezembro de 1918 e chegaram a um acordo de que Nikola Pašić deveria ser o primeiro-ministro. Independentemente do acordo, em 20 de dezembro, o regente Alexander nomeou Stojan Protić (Partido Radical do Povo, NRS) como primeiro-ministro.  Embora o primeiro-ministro pertencesse ao NRS, 11 dos 17 ministros do governo eram do Partido Democrata (DS). O mais proeminente entre eles foi o ministro do Interior , Svetozar Pribićević.  Enquanto Ljubomir Davidović era o líder formal do DS, Pribićević era visto como eminência parda, o político mais influente do partido.  A posição de Pribićević foi reforçada pela sua estreita relação com o regente Alexandre. 

## Estabelecimento

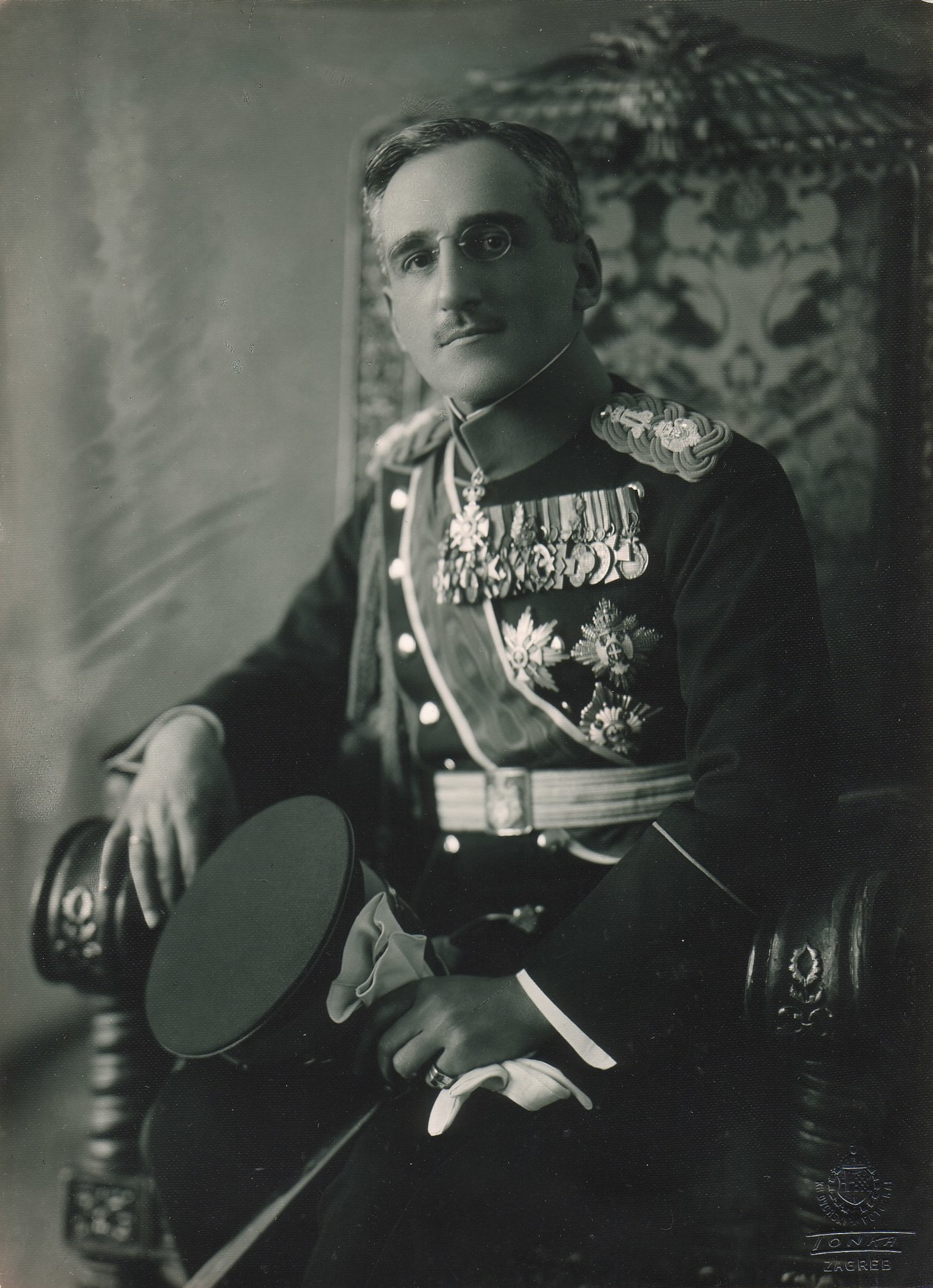
O Príncipe Regente Alexandre estabeleceu a Representação Nacional Temporária pelo decreto de 24 de fevereiro de 1919.

Esperava-se que o parlamento interino se reunisse dentro de um mês após a posse do governo. O parlamento interino foi formalmente estabelecido como Representação Nacional Temporária (Privremeno narodno predstavništvo, PNP) pelo decreto do regente Alexandre de 24 de fevereiro de 1919.  Reuniu-se pela primeira vez em Belgrado, em 1 de Março.  O processo foi aberto por um discurso do Regente Alexander.  Segundo o historiador Ivo Banac, o atraso tinha como objetivo garantir que o governo tivesse liberdade para implementar decisões destinadas a centralizar o país sem interferência do parlamento. O governo contestou o direito do PNP de promulgar qualquer legislação, excepto sobre o procedimento de eleição da Assembleia Constituinte e a determinação da sua agenda. 
O PNP era composto geralmente por pessoas que tinham servido num órgão legislativo ou consultivo.  A maioria dos seus 294 membros foram nomeados. As assembleias regionais nomearam 84 representantes do território da Sérvia antes da expansão das Guerras Balcânicas de 1912-1913, 24 representantes da Voivodina e 12 representantes de Montenegro. Foram eleitos mais 24 representantes da província da Sérvia do Sul (geralmente correspondendo aos territórios dos atuais Kosovo e Macedônia do Norte).  A eleição foi antidemocrática porque incluiu apenas eleitores aprovados pelas autoridades e utilizou votos abertos.  O Conselho Nacional dos Eslovenos, Croatas e Sérvios não assumiu a tarefa de seleccionar os seus representantes.  Em vez disso, o político esloveno Albert Kramer elaborou uma lista de representantes para nomeação sob a autoridade do regente Alexandre.  Os representantes das antigas terras austro-húngaras (excepto a Voivodina) foram formalmente nomeados por comissões especiais e os seus mandatos foram confirmados pelo Conselho Nacional dos Eslovenos, Croatas e Sérvios em Zagreb, e por organismos equivalentes estabelecidos em Split e Sarajevo para a Dalmácia e para a Bósnia e Herzegovina, respectivamente.  A Eslovênia recebeu 32 delegados para o PNP, a Croácia-Eslavónia (juntamente com a cidade de Rijeka e a região de Međimurje) teve 60, a Ístria teve 4, a Dalmácia teve 12 e a Bósnia e Herzegovina teve 32. 
Os partidos políticos receberam assentos em proporção à sua força nos parlamentos ou dietas regionais. Consequentemente, o HPSS obteve dois assentos no PNP, o que o partido recusou, e o Partido Comunista da Iugoslávia (criado apenas em abril de 1919) não estava representado.  O DS e o NRS obtiveram 115 e 69 assentos, respectivamente, garantindo apoio majoritário ao gabinete Protić. Foram nomeadas as seguintes lideranças do PNP: Dragoljub Pavlović, presidente; Ivan Ribar e Franc Jankovič [sl], vice-presidentes; Petar Jovanović, Joca Manojlović, Aleksandar Mijović, Josif Bojinović, Ivan Krnic, Pavel Pestotnik, e Dragotin Lončar, secretários.   Pavlović morreu em abril de 1920 e Stanojlo Vukčević [st] foi eleito para substituí-lo como presidente. Ao mesmo tempo, Adolf Ribnikar foi eleito vice-presidente e Kerubin Šegvić secretário. 

## Correntes políticas

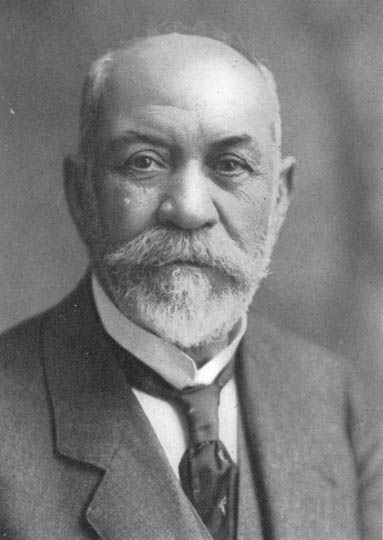
Stojan Protić liderou o governo na época do estabelecimento da Representação Nacional Temporária.

Havia quatro correntes principais no PNP em relação à constituição. O DS queria um governo centralizado. O NRS também defendeu a centralização, mas, ao contrário do DS, pensava que os sérvios, os croatas e os eslovenos deveriam poder continuar a desenvolver as suas identidades nacionais e culturais separadamente.  As abordagens do DS e do NRS ao sistema de governo centralizado diferiam. Nomeadamente, o DS, especificamente Pribićević, defendia um nível mais elevado de centralização onde a diversidade étnica e regional fosse suprimida.  As opiniões de Pribićević sobre o sistema de governo foram endossadas pelo regente Alexandre.  Uma interpretação da posição do NRS foi dada por Protić em sua proposta para a nova constituição do país. Essa proposta previa um nível de autogoverno para as regiões históricas, a preservação das identidades específicas da região e a sua representação na assembleia nacional.  O Partido Republicano defendia uma república descentralizada, enquanto o Partido Popular Esloveno (SLS), o Partido Popular Camponês Croata (HPSS), a União Croata (HZ) e os federalistas montenegrinos defendiam uma federação (união de estados autônomos) ou uma confederação (união de estados soberanos). 
O DS e o NRS entraram em conflito no verão de 1919. Embora continuasse a opor-se às ideias federalistas, o NRS pretendia reforçar a sua posição no PNP através de alianças com o HZ e o SLS. – os partidos políticos croatas e eslovenos mais fortes em 1918 – moderando as suas opiniões sobre a centralização e acusando o DS de opiniões extremistas. 
O conflito levou ao colapso do governo Protić e à nomeação de Davidović como primeiro-ministro. Davidović formou um governo minoritário de 126 assentos com o Partido Social Democrata liderado por Vitomir Korać. Davidović impôs um recesso de dois meses ao PNP enquanto fazia lobby para expandir o apoio parlamentar.  Em Setembro de 1919, o DS propôs que o regente Alexander dissolvesse o PNP e convocasse eleições, mas o regente recusou e o governo demitiu-se. 
O gabinete de Davidović foi substituído por outro governo minoritário. Foi liderado por Protić e o NRS na coalizão União Parlamentar com o HZ e o SLS. A coalizão começou a reverter medidas repressivas previamente introduzidas contra o HPSS e elaborou uma proposta de constituição de compromisso. Ele entrou em colapso rapidamente, incapaz de garantir apoio majoritário no PNP. A falta de apoio resultou de rumores espalhados pelo DS alegando que o Comitê Croata e potências estrangeiras estavam em conluio contra o país, e de uma onda de greves liderada pelos comunistas. 
O regente Alexandre então nomeou Milenko Radomar Vesnić (NRS) como primeiro-ministro, incumbindo-o de formar um governo com o DS. O NRS aproximou sua posição sobre centralização da DS, enquanto a DS chegou a um acordo sobre questões de reforma agrária. O gabinete Vesnić propôs e o PNP aprovou o regulamento sobre a eleição da Assembleia Constituinte. A legislação restringiu as deliberações da Assembleia Constituinte a dois anos e deu implicitamente ao rei (ou ao regente) o direito de dissolver a Assembleia. 

## Trabalho legislativo e dissolução

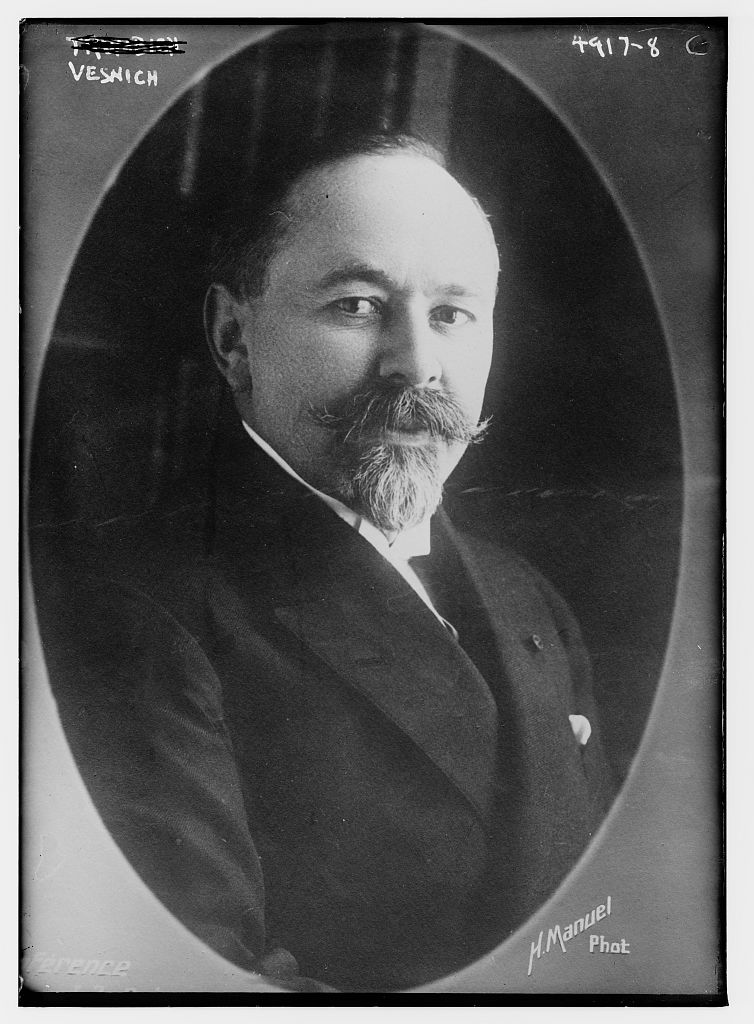
A Representação Nacional Temporária aprovou a lei eleitoral proposta pelo governo de Milenko Radomar Vesnić (foto).

O PNP considerou 47 medidas legislativas, mas não conseguiu promulgar 35 delas. Segundo o historiador John R. Lampe, o fracasso é atribuível às ações divisórias de Pribićević como ministro do Interior.  O PNP trabalhou em circunstâncias em que Pribićević, no seu papel de ministro do governo, emitia regulamentos administrativos, demitia e contratava funcionários.  A arbitrariedade de suas ações levou a conflitos entre o DS e o NRS, bem como dentro do próprio partido de Pribićević. As acções de Pribićević causaram uma insatisfação significativa na Croácia.  Enquanto o HPSS liderado por Stjepan Radić, como uma potência política emergente na Croácia, boicotou o trabalho do PNP, Protić sentiu que poderia chegar a um acordo com Radić. Por outro lado, Pribićević opôs-se a qualquer acordo e instou repetidamente Protić a enviar o exército para a Croácia para reprimir a oposição do governo.  A incapacidade de Protić de chegar a um acordo com Radić e Pribićević deixou o governo sem o apoio da maioria dos membros do PNP. Embora tenha feito a promessa de não governar sem o consentimento do legislativo provisório, Protić recorreu ao governo através da emissão de decretos governamentais. 
O PNP realizou 137 sessões, promulgando os seguintes atos: Lei de Alinhamento de Calendário; Lei de Limites de Suspensão e Execução; Lei daUniversidade de Liubliana ; Lei da Universidade; Lei de Acordos de Direitos de Prática Jurídica e Notarial; Lei das Escolas Nacionais; Lei do Júri; Lei da Moratória; Lei dos Spas, Água Mineral e Quente; Lei da Cidadania; Lei sobre o Tratado de Paz entre as Potências Aliadas e a Alemanha; Lei sobre o Tratado de Paz entre as Potências Aliadas e a Bulgária; e a Lei de Eleição dos Membros da Assembleia Constituinte,  que foi promulgada em 3 de setembro de 1920. 
A Assembleia Constituinte foi eleita em 28 de novembro de 1920 e assim o mandato do PNP terminou. O PNP nunca promulgou as regras de ordem da Assembleia Constituinte. Isto foi alcançado por um decreto governamental após as eleições. Mais significativamente, as regras de ordem ignoraram a exigência do Conselho Nacional de Eslovenos, Croatas e Sérvios de que a constituição fosse adotada por maioria de dois terços. Em vez disso, as regras de ordem exigiam apenas uma maioria simples para a tarefa.  A Declaração de Corfu exigia maioria qualificada, mas as regras de ordem exigiam maioria absoluta de todos os membros juramentados. O governo argumentou que ultrapassar a maioria de todos os membros presentes e votantes era suficiente para ser considerado uma maioria qualificada no espírito da Declaração de Corfu. 